# Solitaire (Shy'm)
Solitaire è il quinto album discografico in studio della cantante francese Shy'm, pubblicato nel 2014.

## Tracce
1. La malice – 3:50
2. L'Effet de serre – 3:23
3. Garçon manqué – 2:52
4. On s'en va – 3:41
5. Cape Town de toi – 3:27
6. Les chaussures en plastique – 4:13
7. J’te déteste – 3:31
8. Save my way – 4:12
9. Silhouettes – 4:08
10. Comment tu vas ? – 4:14
11. Inverser les rôles – 4:36
12. Mental d'acier – 3:52